# Neville Elliott-Cooper
Neville Bowes Elliott-Cooper (Lancaster Gate, 22 gennaio 1889 – Hannover, 11 febbraio 1918) è stato un militare britannico, decorato con la Victoria Cross nel corso della battaglia di Cambrai durante la prima guerra mondiale.

## Biografia
Nacque al numero 81 di Lancaster Gate, Londra, il 22 gennaio 1889, figlio più giovane dell'ingegnere civile Sir Robert e Lady Fanny Leetham. Studiò a Eton tra il 1901 e il 1907, dove vinse l'Eton College House Sports silver trophy e fu membro degli Eton College Volunteers, e in seguito del Royal Military College di Sandhurst. Il 9 ottobre 1908, entrò in servizio nel British Army come sottotenente dei Royal Fusiliers (City of London Regiment) e vide l'azione in Sudafrica, Mauritius e India. Fu promosso tenente il 7 febbraio 1912.
Dopo lo scoppio della Grande Guerra fu promosso capitano nel gennaio 1915 e venne assegnato all'8° Battaglione che arrivò in Francia il 1° giugno dello stesso anno e poi prese parte alle battaglie di Loos, della Somme e di Arras. Fu promosso maggiore il 4 settembre 1915.
Il 23 aprile 1916 per la sua partecipazione nelle operazioni contro il Chord presso l'Hohenzollern Redoubt, vicini a Béthune, che collegava le trincee "Little Willie" e "Big Willie" gli fu conferita la Military Cross. In quella occasione era stata fatta esplodere una serie di mine che avevano danneggiato solo parzialmente circa un terzo della lunghezza della trincea, ma lui, al comando della Compagnia "C", 9th Royal Fusiliers, guidò i suoi uomini in avanti e si precipitò nella sezione assegnatagli, la conquistò e ne mantenne il possesso. Sebbene le perdite fossero ingenti, l'operazione fu considerata un successo e il 14 maggio 1916, la sua citazione della Military Cross apparve sulla London Gazette.
Il 18 luglio 1917 gli fu conferita la Distinguished Service Order e fu promosso al rango temporaneo di tenente colonnello. L'onorificenza gli era stata conferita per aver radunato il suo battaglione mentre era disorganizzato e per aver guidato una pattuglia di 20 uomini in ricognizione per catturare 20 nemici e ottenere informazioni vitali.
Aveva solo 28 anni quando gli fu conferita la Victoria Cross per le sue azioni del 30 novembre 1917, a est di La Vacquerie, vicino a Cambrai.
Quel giorno i tedeschi lanciarono un importante contrattacco sul fronte di Cambrai e sfondarono la linea britannica a sud del Canale di St. Quentin. Ciò avrebbe portato alla perdita di gran parte del nuovo saliente britannico, tra cui Gonnelieu e Villers-Guislain. Il 17° Battaglione del The Middlesex Regiment si trovava a nord della linea vicino al Canale del Nord, appena a est di Moeuvres. Il facente funzione di capitano Allastair McReady-Diarmid guidò molti contrattacchi quel giorno e il giorno seguente, finché non rimase ucciso in azione. Da qui la linea del fronte si dirigeva verso est fino a Bourlon Wood. Il 17° Battaglione dei Royal Fusiliers, che si trovava in questo settore, ricevette l'ordine di ritirarsi dalle posizioni avanzate e di concentrarsi sulla difesa della linea principale. Il capitano a titolo provvisorio Walter Napleton Stone, che si trovava in una lunga trincea chiamata "Rat's Tail" che correva verso le linee tedesche, svolse un ruolo fondamentale in questa ritirata, sacrificando la propria vita nel corso dell'azione. La 176ª Brigata tenne la linea tra Bourlon Wood e Cantaing a sud-est e affrontò due attacchi portati dalla fanteria nemica, sebbene questi fossero minori rispetto a quello che avveniva a ovest. Durante questa azione, il caporale John Thomas, 2/5th (TF) Battalion The North Staffordshire Regiment, effettuò una ricognizione degli edifici all'estremità occidentale di Fontaine-Notre-Dame. Qui la linea girò a sud-est e attraversò il Canale di St. Quentin fino a Masnières. Tuttavia i tedeschi avevano sfondato a sud di qui ed erano riusciti a entrare a Les Rues Vertes, sulla riva occidentale del canale da Masnières, da sud, minacciando anche Marcoing a ovest. Il capitano a titolo provvisorio Robert Gee, 2nd Battalion The Royal Fusiliers, con solo sei uomini, iniziò a liberare Les Rues Vertes dalle truppe tedesche, erigendo barricate improvvisate di mobili. Nel deposito di munizioni dell'86ªBrigata, due soldati tedeschi cercarono di catturarlo ma lui riuscì a scappare. Mentre arrivavano i rinforzi britannici, continuò a cacciare il nemico dal villaggio. I tedeschi tentarono quindi di stabilire una postazione di mitragliatrice a cento metri a sud-ovest del villaggio, ma il capitano Gee caricò e catturò la mitragliatrice. A sud, l'8° battaglione dei Royal Fusiliers teneva parte della trincea "Pelican", appena a sud di dove la strada da Péronne si unisce alla strada a nord da St Quentin a Cambrai, ai piedi della cresta di Bonavis. Quando i tedeschi avanzarono in forze e giunsero a 50 iarde dalle postazioni britanniche, il tenente colonnello Elliot-Cooper guidò i suoi uomini in un disperato contrattacco sulla cresta di Bonavis. Fu ferito e catturato, ma la sua azione diede al resto del battaglione il tempo di radunarsi a sud di La Vacquerie. Tuttavia, il villaggio di Gonnelieu fu ripreso dai tedeschi. Il tenente Samuel Wallace, Royal Field Artillery, si distinse nei combattimenti. Il limite meridionale dello sfondamento tedesco era "Eagle Quarry" a ovest di Vendhuile. Il tentativo nemico di spingersi a sud in questo punto verso Lempire fu in parte sventato dal valore del sergente Cyril Edward Gourley, che comandava una sezione della D/276th Battery vicino a "Little Priel Farm", a est di Épehy.
Rimasto gravemente ferito all'anca fu trasferito nel campo di prigionia n. 1 (Reserver), Lazaret, ad Hannover, Germania. Fu curato dai dottori tedeschi nel tentativo di salvargli la vita, come attestato dal tenente Herbert Evans in lettere ora conservate nel museo che furono inviate da questo ufficiale a Lady Elliott-Cooper. La sua lettera del 5 febbraio 1918 afferma che la direttrice dell'ospedale suggerì che sua madre fosse informata della gravità delle sue ferite. Venne operato dal professor Schlange il 28 dicembre con il proiettile che era entrato nello stomaco e si è scheggiato contro l'osso dell'anca. Il dolore era molto forte e i chirurghi non furono in grado di fermare l'emorragia interna e il pus, con la ferita che andò in sepsi. Si spense alle 23:30 dell'11 febbraio e fu sepolto il giorno 14 con tutti gli onori militari e a un soldato britannico fu permesso di scattare fotografie della cerimonia, sebbene queste non fossero inviate con la lettera spedita da Evans il 20 febbraio. Fu tumulato presso il Cimitero militare di Amburgo, in Germania.
I suoi effetti personali furono in seguito inoltrati da Hannover e un mese dopo, il 25 maggio 1918, ai suoi genitori fu consegnata da re Giorgio V la Victoria Cross in una apposita cerimonia tenutasi a Buckingham Palace. Un servizio commemorativo si era tenuto per lui un mese dopo la sua morte nel marzo 1918 a St. Paul's, Knightsbridge, a cui parteciparono membri della famiglia, amici e un distaccamento dei Royal Fusiliers che si erano schierati lungo la navata durante il servizio.
Anche suo fratello Gerald D'Arcy Elliott-Cooper, morì nel 1922, a seguito delle ferite riportate nell'agosto del 1915.
Le sue medaglie e una targa commemorativa in bronzo furono donate dalla famiglia al Royal Fusiliers Museum nel 1973 e sono esposte nella Torre di Londra.

### Annotazioni
1. ↑  Sir Robert Elliott-Cooper era ingegnere Agente della Corona per la costruzione di ferrovie da parte del governo nell'Africa Occidentale Britannica.

### Fonti
1. 1 2 3 4 5 6 7 8 9 10 11 12  Fusilier Museum London.
2. 1 2 3 4 5 6 7 8 9 10 11 12 13  Victoria Cross Online.
3. 1 2 3 4 5 6 7 8 9 10 11 12 13 14 15 16 17 18 19 20 21 22 23 24  VC & GC Association.
4. 1 2 3  Gliddon 2004, p. 202.
5. 1 2  O'Neill 1922, p. 82.
6. ↑  O'Neill 1922, p. 83.
7. ↑  O'Neill 1922, p. 211-212.
8. 1 2  O'Neill 1922, p. 212.
9. ↑  Gliddon 2004, p. 201.
10. ↑  (EN) The London Gazette (PDF), 12 February 1918.